# Реммеле, Герман
Герман Реммеле (нем. Hermann Remmele; 5 ноября 1880, Цигельхаузен недалеко от Гейдельберга — 7 марта 1939) — немецкий политический деятель, один из лидеров германского социал-демократического движения и Коммунистической партии Германии (1925—1933).

## Биография
Сын мельника. Брат президента Республики Баден Адама Реммеле. По профессии — токарь. Член социал-демократической партии Германии с 1897 года. Состоял в Союзе немецких металлистов. С 1908 — партийный функционер, редактор газеты.
Участник Первой мировой войны (1916—1918). В 1917 присоединился к Независимой социал-демократической партии Германии. Во время Ноябрьской революции — член Совета рабочих и солдатских депутатов в Мангейме. В феврале 1919 года один из инициаторов и организаторов Советской республики в Мангейме.
В 1920 стал членом Коммунистической партии Германии.
С 1921 по 1933 год — член ЦК КПГ.
В 1924 — председатель Коммунистической партии Германии.
В 1923—1926 — главный редактор Центрального печатного органа (ЦО) КПГ газеты «Die Rote Fahne» («Красное знамя»). В 1925—1926 — руководитель парторганизации района Берлин — Бранденбург.
В 1924—1933 был членом Президиума Исполкома Коминтерна.
В 1932 году был подвергнут нападкам со стороны Э. Тельмана и вскоре снят с руководящих постов в партии и Коминтерне.
В 1933 эмигрировал в СССР.
В 1937 арестован и через два года расстрелян. Похоронен в братской могиле на территории Нового Донского кладбища в Москве.
Реабилитирован посмертно в 1988 году.